# Saint-Remy-sous-Broyes
Saint-Remy-sous-Broyes är en kommun i departementet Marne i regionen Grand Est (tidigare regionen Champagne-Ardenne) i nordöstra Frankrike. Kommunen ligger i kantonen Sézanne som tillhör arrondissementet Épernay. År 2022 hade Saint-Remy-sous-Broyes 111 invånare.

## Befolkningsutveckling
Antalet invånare i kommunen Saint-Remy-sous-Broyes
| Referens: INSEE |